# Денной
Денной — разъезд (тип населённого пункта) в Соль-Илецком городском округе Оренбургской области, ранее в составе бывшего Саратовского сельсовета Соль-Илецкого района.

## География
Находится на расстоянии примерно 7 километров по прямой на запад от окружного центра города Соль-Илецк.

## Климат
Климат континентальный с холодной часто малоснежной зимой и жарким, сухим летом. Средняя зимняя температура −15,8 °C; Средняя летняя температура +21,2 °C. Абсолютный минимум температур −44 °C. Абсолютный максимум температур +42 °C. Среднегодовое количество осадков составляет 320 мм.

## История
Разъезд 1521 км (первоначальное название) был обустроен ещё при начале строительства железной дороги Илецк — Уральск (1936 год). В настоящее время разъезд утратил своё назначение, а посёлок у разъезда прекратил своё существование после 2010 года.

## Население
Постоянное население составляло 1 человек в 2002 году (русской национальности), 4 в 2010 году.